# Dornier 328
Dornier 328 — турбогвинтовий приміський авіалайнер. Спочатку виробляв Dornier Luftfahrt GmbH, фірма була придбана в 1996 році Fairchild Aircraft. У результаті фірма під назвою Fairchild-Dornier виробляла сімейство 328 в Оберпфаффенхофені, Німеччина, здійснювала продажі з Сан-Антоніо, штат Техас, Сполучені Штати, і підтримувала лінійку продуктів на обох підприємствах. Також була виготовлена реактивна версія літака Fairchild Dornier 328JET.

## D328eco
21 серпня 2019 року служба підтримки 328 оголосила про створення DRA GmbH для створення лінії остаточного складання D328NEU в аеропорту Лейпциг/Галле, створивши там до 250 нових робочих місць і понад 100 робочих місць в Оберпфаффенхофені поблизу Мюнхена. Програма має бути деталізована наприкінці першого кварталу 2020 року. Компанія підписала меморандум про взаєморозуміння з федеральними органами влади Німеччини та міністерствами землі Саксонія. Щоб відродити турбогвинтову конструкцію, SNC збиралася інвестувати 80 мільйонів євро (88,75 мільйонів доларів) у DRA, тоді як земля Саксонія пообіцяла виділити 6,5 мільйонів євро. 29 квітня 2020 року компанія DRA GmbH перейменувала запропонований D328NEU в "D328eco". Компанія DRA GmbH не могла використовувати назву Dornier, оскільки торгова марка належить Airbus і використовується її дочірньою компанією Dornier Consulting. Замість цього DRA GmbH створила новий бренд Deutsche Aircraft.
Перероблений літак розтягнуто на 2 м до 23,3 м, що дозволяє йому перевозити до 43 пасажирів, на 10 більше, ніж оригінальний Dornier 328. Застосування вдосконаленої авіоніки, такої як набір авіоніки Garmin G5000, може дозволити виконувати операції з одним пілотом за деяких обставин. Буде оснащений Pratt & Whitney Canada PW100. Потужність двигуна збільшиться з 2180 до 2750 к.с. (від 1630 до 2050 кВт) з кращим питомим споживанням палива при гальмуванні на 2-3%, а максимальна злітна маса збільшується на 1,7 до 15,6 т, подібно до 328JET. Компанія планує досягти швидкості 600 км/год / 324 вузла, висоти 9 144 м / 30 000 футів, польотів із злітно-посадкових смуг висотою 1 000 м (3 300 футів) і споживання палива 2,6 л/100 км на кожного з 43 пасажирів. Довжина становитиме 23,31 м (76,5 футів), а розмах крил — 20,98 м (68,8 футів).